# Anredera baselloides
Anredera baselloides är en växtart i släktet Anredera (madeirarankor) och familjen malabarspenatväxter. Arten beskrevs först av Carl Sigismund Kunth, och fick sitt nu gällande namn av Henri Ernest Baillon. Den växer i Perus och Ecuadors ander, där den återfinns i halvtorr buskskog och ibland fuktigare skog. Inga underarter finns listade i Catalogue of Life.